# 安德烈亚斯·孔茨
安德烈亚斯·孔茨（德語：Andreas Kunz，1946年7月24日—2022年1月1日），德国男子北欧两项运动员。他曾代表东德参加1968年冬季奥林匹克运动会北欧两项比赛，获得一枚铜牌。